# Spiegel (optica)

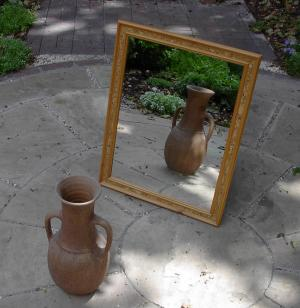
Vaas voor een spiegel

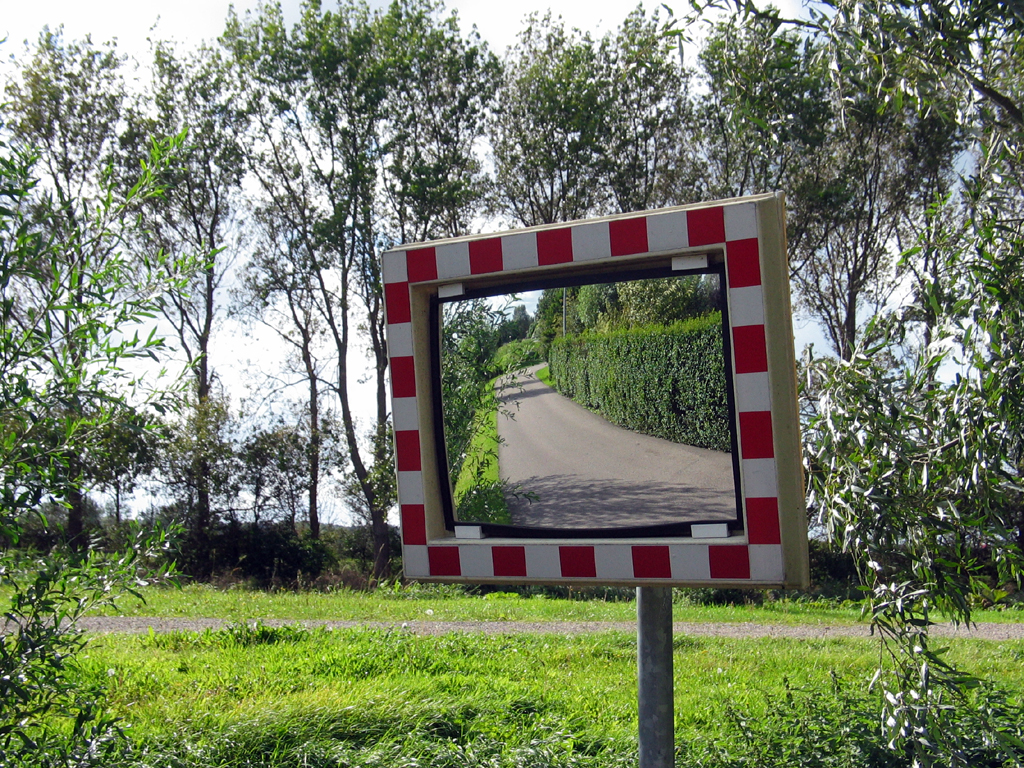
Spiegel in het verkeer

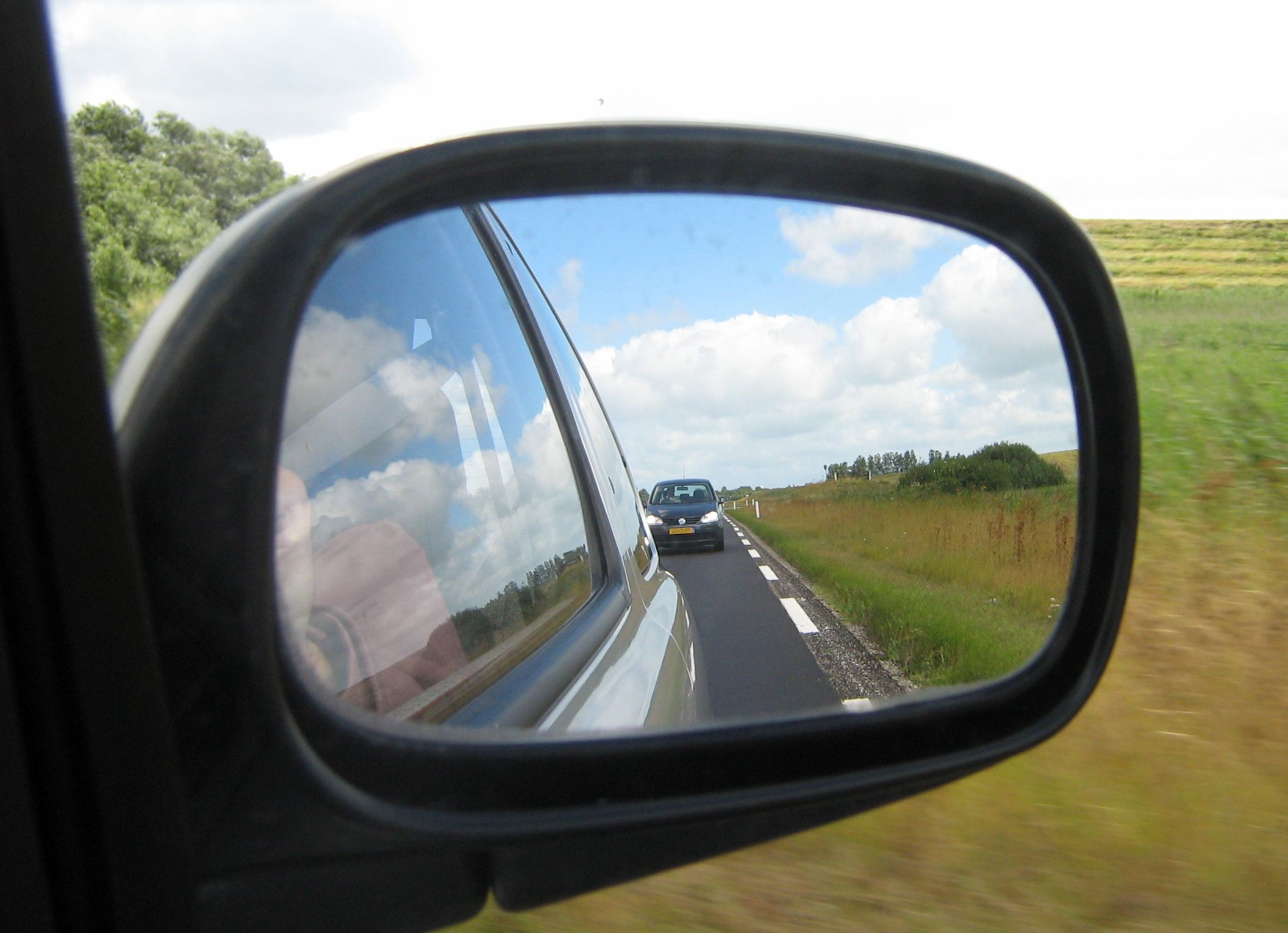
Zijspiegel van auto

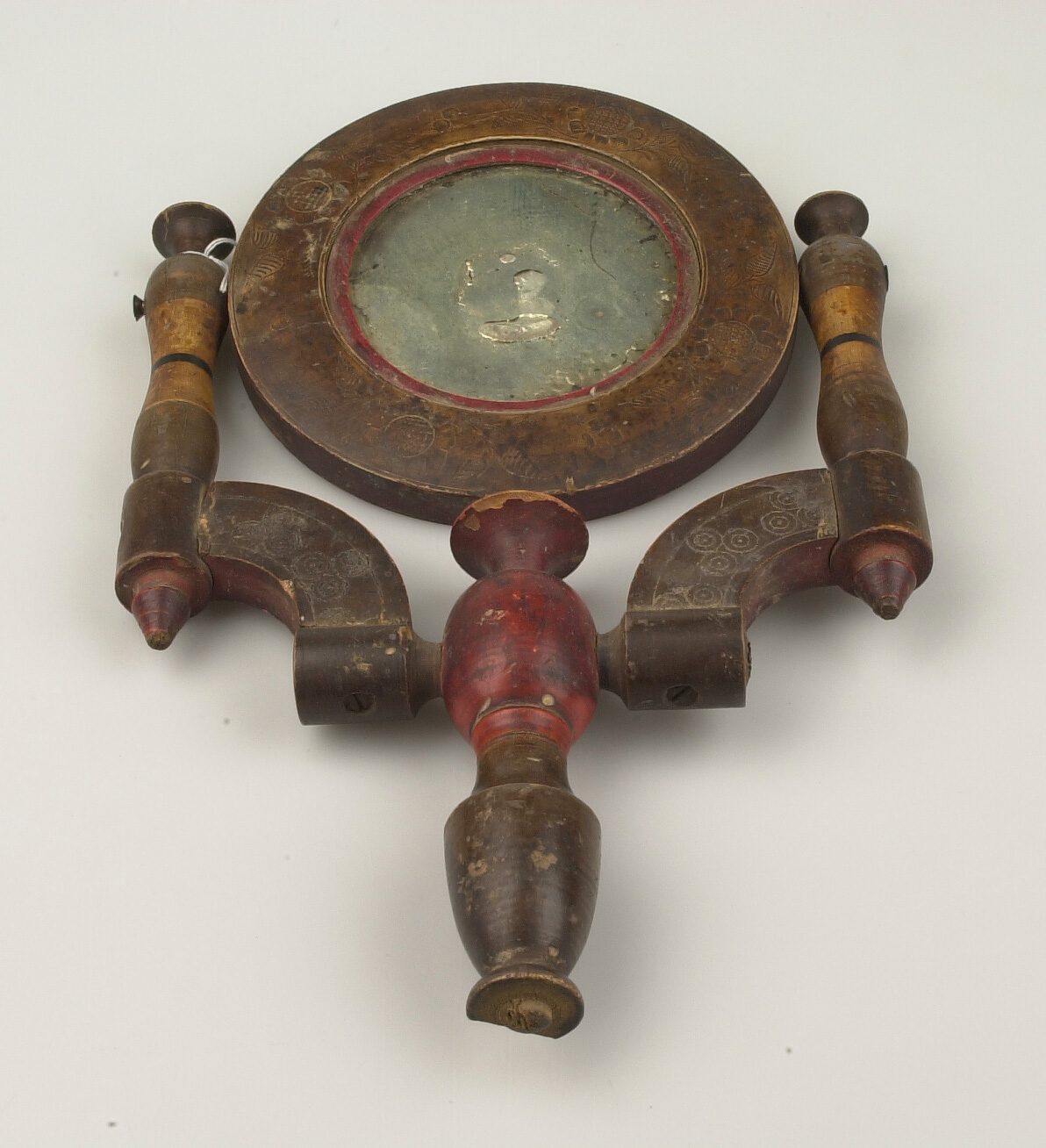
Handspiegel

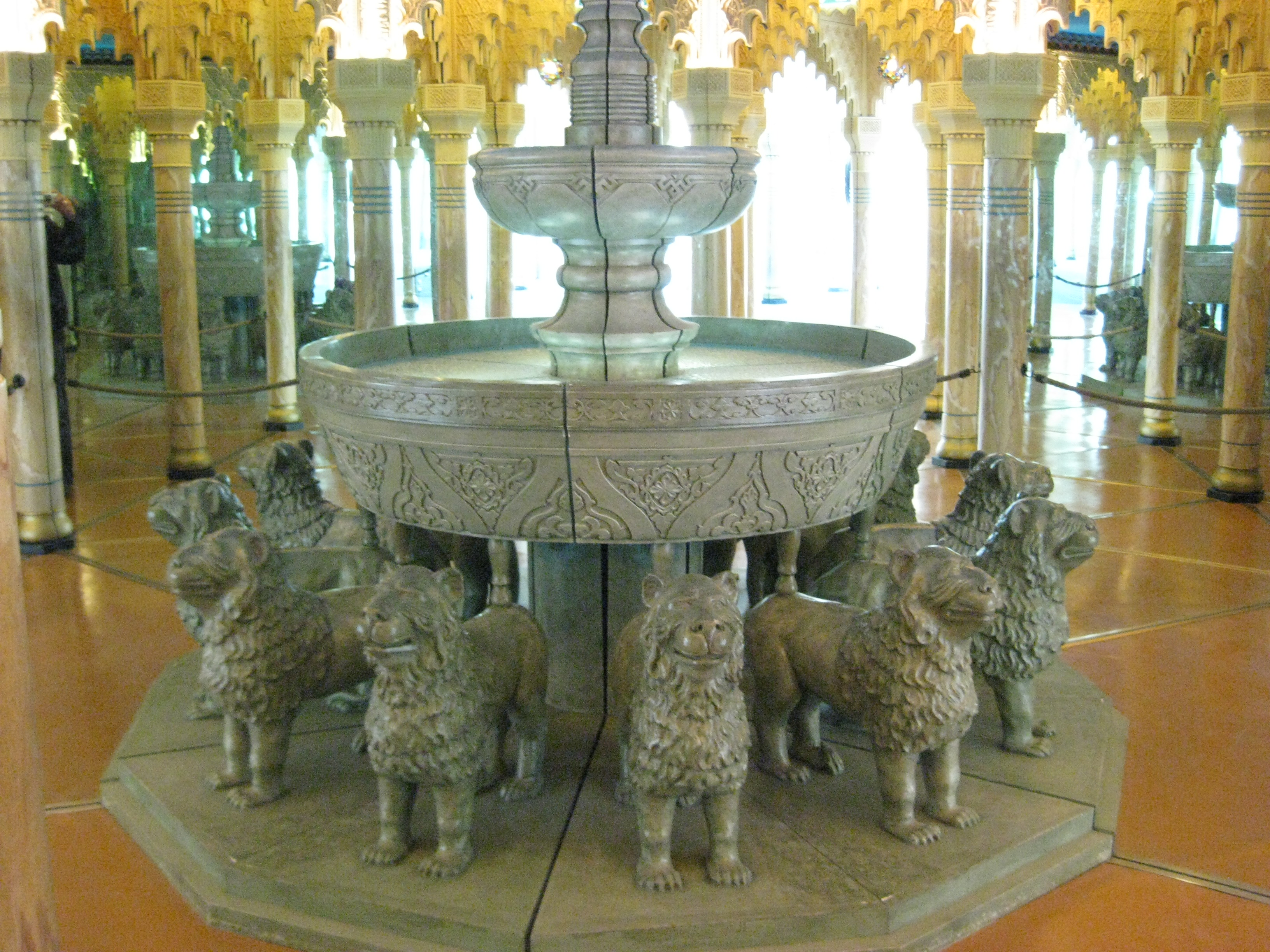
Spiegellabyrint in het Alhambra

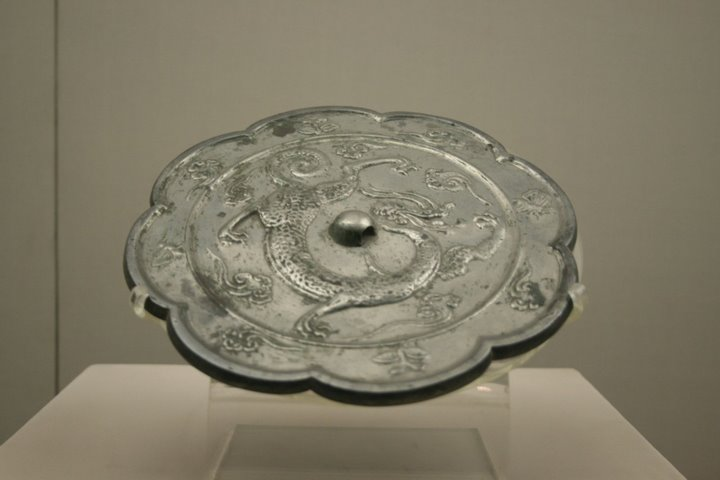
Bronzen spiegel met Chinese draak (uit de Tang-dynastie)

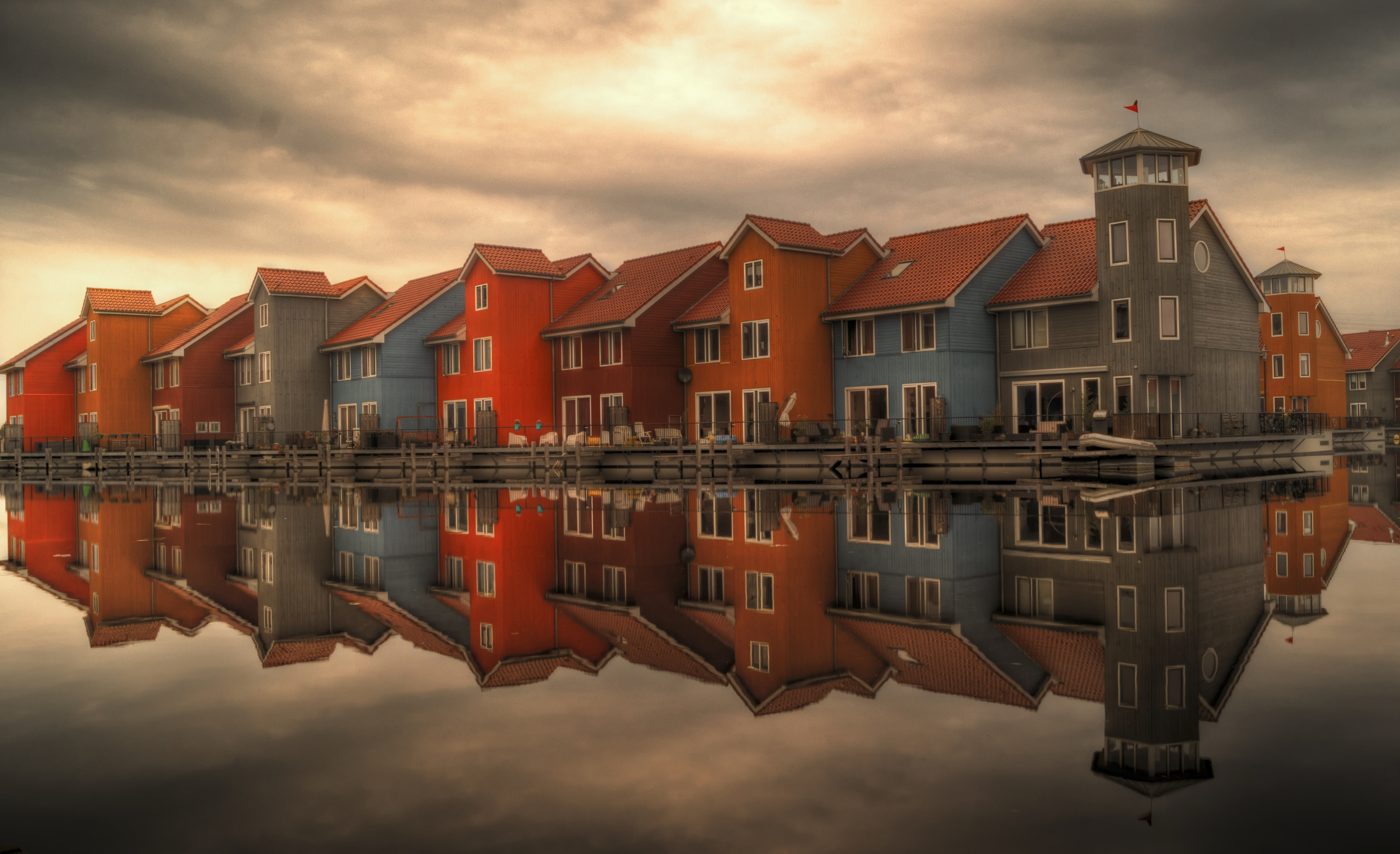
Kleurrijke huizen spiegelen in het water.

Een spiegel is een voorwerp dat licht weerkaatst zonder verstrooiing. Het oppervlak van de spiegel moet daarom dusdanig glad zijn dat de weerkaatsing plaatsvindt volgens de wet "hoek van inval = hoek van terugkaatsing". 
Men onderscheidt naar de vorm van het spiegelende oppervlak:
- Een vlakke spiegel: een spiegel met een vlak oppervlak. Het beeld is bij zo'n spiegel even groot als het origineel (een object dat men ziet in de spiegel ziet men even groot als men dat object op overeenkomstige plaats achter het spiegelvlak zou zien).
- Een holle spiegel: een spiegel met als spiegelend oppervlak een gedeelte van de binnenzijde van een bol of paraboloïde, of een soortgelijk gekromd oppervlak. In de eerste twee gevallen heeft de spiegel een brandpunt. Een scheer- of make-upspiegel is daarvan een goed voorbeeld. Voor het brandpunt van een holle spiegel treedt vergroting van het beeld op, zoals bij een make-upspiegel. Voorbij het brandpunt treedt omkering van het beeld op. Een nauwkeurig geslepen holle spiegel, meestal in de vorm van een paraboloïde, wordt gebruikt in een spiegeltelescoop. Een holle spiegel wordt ook een concave spiegel genoemd.
- Een bolle spiegel: een spiegel met een bol spiegelend oppervlak. Een bolle spiegel verkleint het beeld, maar vergroot het gezichtsveld. Verkeersspiegels en achteruitkijkspiegels van vrachtwagens zijn toepassingen hiervan. In de 18de eeuw maakten kunstenaars wel eens gebruik van de enigszins bolle Claudespiegel waarin ze het omringende landschap en de hemel bewonderden. Een bolle spiegel wordt ook gebruikt als secundaire spiegel in bepaalde types spiegeltelescopen, zoals de Cassegrain-telescoop. Een bolle spiegel wordt ook een sferische spiegel genoemd.
- Een lachspiegel: een spiegel met een grillig gevormd spiegelend oppervlak, waardoor het beeld vertekend wordt.

Voor meer over holle en bolle spiegels zoals voor gebruik in telescopen e.d. zie Lens (optica).
De meeste spiegels bestaan uit een glazen plaat met op de achterkant een dun laagje reflecterend materiaal, veelal zilver of aluminium. Ter bescherming van het reflecterende laagje is dit afgedekt met enkele laklaagjes. Er zijn ook spiegels die bestaan uit een glanzend gepolijste, vlakke metalen plaat.
Voor sommige toepassingen worden ook prisma's als spiegel gebruikt waarvan zijden verzilverd zijn of waar van totale reflectie gebruikgemaakt wordt. Voorbeelden hiervan zijn de prismakijker en het pentaprisma van spiegelreflexcamera's, evenals de zogenaamde tripelspiegels of hoekspiegels in bepaalde types retroflectoren.
Bij vlakke spiegels zien we als gevolg van de wijze van terugkaatsen van de lichtstralen een spiegelbeeld op gelijke afstand van de spiegel als het voorwerp voor de spiegel en in afmetingen daaraan gelijk. 
Een helder wit vlak kaatst ook (bijna) al het opvallende licht terug, maar verstrooit het daarbij in alle richtingen. Zo'n vlak is daarom geen spiegel.
Er zijn ook "half-doorlatende" spiegels. Deze worden gebruikt als „beam splitter” in bepaalde optische instrumenten, zoals bepaalde types interferometers. Ook worden ze gebruikt als eenrichtingsspiegel: de persoon voor de spiegel ziet zichzelf in de spiegel, maar wie achter de spiegel staat ziet eveneens die persoon. Dit wordt gebruikt wanneer personen onopvallend dienen geobserveerd te worden, bijvoorbeeld bij speltherapie van kinderen en ondervragingen, en als confrontatiespiegel.
Toepassingen van spiegels:
- kijken naar iets dat men moeilijk rechtstreeks kan bekijken (eventueel gecombineerd met vergroting of verkleining):
  - zichzelf bekijken
  - naar achteren kijken (achteruitkijkspiegel)
  - om een hoek kijken (ook twee keer, zoals bij een periscoop); ook om iets te zien zonder op het idee te komen opzij te kijken, zoals voor dieren met een wildspiegel
- zonder gezien te worden bekijken (zie boven)
- met meerdere spiegels het licht in een apparaat van een bepaalde grootte een grotere afstand laten afleggen (zoals soms bij een kijker, zie boven)
- met een holle spiegel concentreren van zonnestraling voor thermische zonne-energie

## Geschiedenis
Vermoedelijk is de eerste "spiegel" een wateroppervlak, waarin een mens zich weerspiegeld zag. Echte spiegels als voorwerp werden in de oudheid gemaakt van metaal. Gegoten of geslagen platte schijven van koper, brons of zilver werden glanzend gepolijst om als spiegel te kunnen dienen. In de Bijbel wordt al over spiegels gesproken (Exodus 38:8):
Men maakte het bronzen wasbekken en het bronzen onderstel, en gebruikte hiervoor de spiegels van de vrouwen die bij de ingang van de ontmoetingstent samengestroomd waren.
In het Oude Egypte werden lang voor het begin van onze jaartelling al bronzen spiegels gemaakt uit gepolijste ronde schijven koper of brons. Men kende toen ook wel glasachtige spiegels van obsidiaan met een gepolijst oppervlak.
Na de uitvinding van glas werden door de Romeinen ook spiegels van glas gemaakt, door het glas te bedekken met een laagje metaal. Men heeft bij een opgraving in Duitsland een spiegel gevonden met een goudlaag aan de achterzijde, beschermd met een laklaag. 
Nadat omstreeks de 14e eeuw het glasblazen werd uitgevonden, maakte men spiegels door een grote bol te blazen en daarin door de blaaspijp een mengsel van metalen als lood, antimoon en tin te gieten. Na afkoeling sneed men de bol in stukken en verkreeg zo enkele bolle spiegels. 
In een later stadium maakte men ook zogenaamde kwikspiegels: glas bedekt met tinamalgaam als reflecterende laag. Men had ongeveer 3 delen tin op 1 deel kwik nodig. Al in de 13e eeuw werd een dergelijk procedé beschreven, maar de precieze datum van de eerste fabricage is niet bekend. In de 16e eeuw heeft dit procedé algemeen invoering gevonden. Uit een brief uit 1507 van de gebroeders Danzola del Gallo uit het plaatsje Murano in de buurt van Venetië, waarin deze om het privilege vragen om gedurende 25 jaar dergelijke spiegels te maken, blijkt ook dat in Duitsland en Vlaanderen deze techniek al werd toegepast. Kwikspiegels waren toentertijd erg duur: bij de afwikkeling van de nalatenschap van de Franse minister Jean-Baptiste Colbert in 1683, bracht een Venetiaanse spiegel van 115 × 65 cm met zilveren lijst bijna drie keer zoveel op als een schilderij van Rubens.
Gedurende zo'n 400 jaar waren kwikspiegels de belangrijkste spiegels, ondanks de moeilijke fabricage. Men legde op een tafel een blad tinfolie en bracht daarop als rand een lattenwerk aan. Dan goot men kwik op de folie dat met een doek in het tin gewreven werd zodat tinamalgaam gevormd werd. Vervolgens goot men nog een laag kwik op de folie en legde op het kwik een schone glasplaat die, met een wollen doek ter bescherming, met stenen verzwaard werd. Daarna haalde men de rand van latten weg om het overtollige kwik te laten afvloeien. Na enkele dagen werd de glasplaat om verder te "drogen" op een stellage gezet. Niet alleen was het een moeizaam en langdurig procedé, maar ook zeer ongezond omdat kwikdampen erg giftig zijn. Daarom worden tegenwoordig geen kwikspiegels meer gemaakt. Zo werd de fabricage van kwikspiegels in Nederland in 1886 verboden.
In de 19e eeuw vond men een chemische methode uit om spiegels van een laagje zilver te voorzien. Vrij zeker is de Duitse scheikundige Justus von Liebig de uitvinder, maar in Engelse literatuur wordt de naam Drayton genoemd, in Franse Petit-Jean en in Italiaanse Choron. Liebig publiceerde al in 1835 een artikel waarin staat:
...wenn man Aldehyd mit einer Silbernitratlössung mischt und erhitzt, scheidet sich Silber auf der Wand des Glases ab und es entsteht ein brillianter Spiegel.
(...als men aldehyde met een zilvernitraatoplossing mengt en verhit, scheidt zich zilver af op de wand van het glas en er ontstaat een schitterende spiegel.)
Dit principe werd verder ontwikkeld, en vormt de basis voor vele procedés en octrooien.
De fabricage van spiegels vindt tegenwoordig plaats op een lange band, waarop de glasplaten gelegd worden. De band voert de platen door een reinigingsstation, waar de platen gereinigd worden met ceriumoxide, krijt en water en vervolgens gedroogd worden. Daarna worden de platen verzilverd met behulp van zilvernitraat. Omdat de dunne laag zilver nog enigszins transparant is en ook zeer kwetsbaar, wordt op het zilver een laagje koper aangebracht. Ter bescherming worden vervolgens twee laklagen aangebracht.
Het spiegelglas werd aanvankelijk gegoten, en dit procedé stond aan de basis van de moderne spiegelglasproductie.

## Tuinarchitectuur

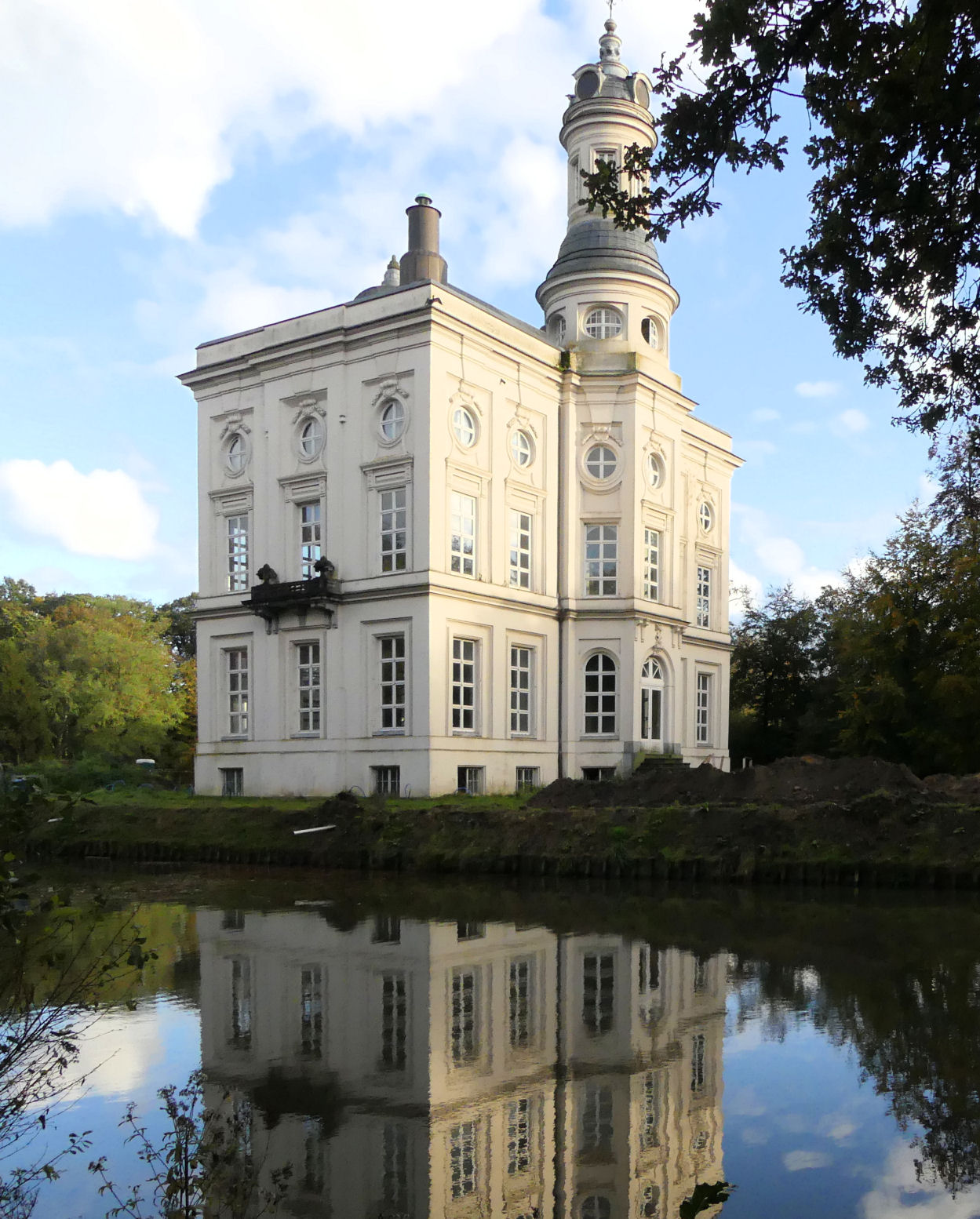
spiegelvijver, 18e eeuw, Hof ter Saksen

In de 17e eeuw werden sommige tuinen van kastelen versierd met een spiegelvijver, die het architectonisch karankter van het gebouw vergroote.

## Spiegelfabricage in Nederland
Spiegels werden in Nederland op diverse plaatsen vervaardigd in kleine bedrijven. Zo beeldt Jan Luyken in zijn: Het Menselyk Bedryf ook de spiegelmaker af. Een bekende spiegelfabriek was die van J. Vorstenberg, die in 1857 werd opgericht te Amsterdam en uiteindelijk werden in 1889 de gebouwen van de machinefabriek "De Atlas" aan de Zoutkeetsgracht betrokken. In 1915 was sprake van Spiegel- en lijstenfabriek "De Atlas". In dat jaar bestonden er in Nederland 15 spiegelfabrieken, waarvan diverse de naam stoomspiegelfabriek voerden.

## Seinspiegels en puntvormige reflecties van het zonlicht
Piloten van gevechtsvliegtuigen, alsook astronauten, krijgen in hun overlevingspakketten vrij kleine seinspiegels mee, waarmee ze het zonlicht kunnen reflecteren. De reflectie van het zonlicht is, zelfs al is het afkomstig van een kleine seinspiegel, tot op grote afstand zichtbaar als een helder lichtpunt. De kunst bestaat erin om het gereflecteerde zonlicht naar de horizon te richten en op een trage manier 360 graden in het rond te draaien, hopende op eventuele verre toevallige waarnemers van dit lichtpunt. De gestrande piloot of astronaut dient de seinspiegel ritmisch te kantelen teneinde een pulserend lichtpunt te verkrijgen. Een pulserend lichtpunt zal eerder in het oog springen dan een ononderbroken schijnend lichtpunt. Zie ook de Heliotroop van Gauss, Heliograaf

## Vloeibare spiegels en het opsporen van zwakke seismische activiteit
Professor M.G.J. Minnaert beschrijft in het derde deel van De natuurkunde van 't vrije veld een techniek om zwakke seismische golven waar te nemen, zonder dat men deze daadwerkelijk voelt. Een bakje gevuld met kwik wordt 's nachts op de grond geplaatst, terwijl de waarnemer het gereflecteerde beeld van een heldere ster bekijkt met behulp van een kleine telescoop, gericht naar het bakje kwik dat als spiegel fungeert. Telkens een zwakke seismische golf doorheen de grond trekt trilt het gereflecteerde beeld van de ster mee. De sterkte van de seismische golf is af te leiden aan de hand van de sterkte van de trilling van het beeld van de ster. Het is ten zeerste af te raden om dit experiment in de nabijheid van elke vorm van machinale activiteit uit te voeren, daar elke trilling van kunstmatige oorsprong, hoe zwak ook, een misleidend resultaat oplevert.

## Niet elk deel van de blauwe hemel is even blauw
Een vlakke spiegel is een ideaal instrument om de blauwe hemel waar te nemen, in het bijzonder de verschillende parten ervan. M.G.J. Minnaert beschrijft in het eerste deel van De natuurkunde van 't vrije veld de spiegelmethode om verschillende delen van de blauwe hemel met elkaar te vergelijken. Men bekijkt een bepaald deel van de hemel en neemt tezelfdertijd het tegenoverliggend deel van de hemel waar in een in de hand gehouden spiegel. Daarbij zal opgemerkt worden dat de helderheid en kleur van de zich tegenover elkaar bevindende delen van de hemel danig kunnen contrasteren, in zoverre dat men zich afvraagt of men met een optische illusie te doen heeft ofwel de werkelijkheid aan het bekijken is.

## Donkere spiegel
Waarnemers van de wolkenloze hemel die geen zonnebril hebben, maken gedurende daglichtomstandigheden wel eens gebruik van een gewoon spiegelend glasplaatje dat aan de achterzijde zwartgeschilderd is. Op die manier kan de onmiddellijke omgeving van de zon bestudeerd worden, zonder verblind te worden door het omgevende heldere schijnsel. Iriserende wolken, de corona of krans, en de Ring van Bishop zijn enkele van de vele optische hemelverschijnselen die zich in de nabijheid van de zonneschijf vertonen en met behulp van een donkere spiegel waargenomen kunnen worden. Zie ook Claudespiegel.

## Brandgevaar
Het geprojecteerde brandpunt van een concave of holle spiegel, opgewekt door zonlicht dat in de spiegel schijnt, moet te allen tijde vermeden worden daar dit heldere brandpunt voor woningbrand kan zorgen. Zulke spiegels (ook wel scheerspiegels genoemd) zijn niet zelden de oorzaak van dit soort branden. Er moet dan ook telkens op gelet worden dat zo'n spiegel nooit door het directe zonlicht beschenen wordt.

## Trivia

Las Meninas van Velázquez. Op de voorgrond, niet direct zichtbaar, maar wel in de spiegel, poseren de ouders van de prinses voor de schilder.

- Als twee mensen dezelfde houding aannemen, wordt in lichaamstaal gesproken over spiegelen.

- Ook in de schilderkunst heeft de spiegel vaak een functie:
  - Jan van Eyck, Portret van Giovanni Arnolfini en zijn vrouw.
  - Velázquez, Las Meninas (De eredames).
- De spiegel komt in vele oude volksverhalen, in mythen en in sprookjes voor, waarschijnlijk omdat de spiegel door de primitieve mens als een magisch voorwerp werd beschouwd.
  - ‘Spiegeltje, spiegeltje aan de wand’, is een spreuk van de boze stiefmoeder uit Sneeuwwitje
  - De spiegel is het symbool van de Japanse zonnegodin Amaterasu.
  - Narcissus uit de Griekse mythologie werd verliefd op zijn eigen spiegelbeeld.
  - Een spiegel breken zou zeven jaar ongeluk brengen (Zie ook: bijgeloof).
  - ‘De ogen zijn de spiegel van de ziel’ (Leonardo da Vinci).
- In de film Orphée van Jean Cocteau wandelt het hoofdpersonage (Jean Marais) door een rechtopstaande spiegel om aldus in een andere wereld terecht te komen. Tijdens de opnames van Orphée werd een kwikbad gebruikt om het vloeibare aspect van een spiegel te tonen. Het horizontale oppervlak van het kwikbad werd cinematografisch onder een hoek van 90° gekanteld om de illusie te wekken dat een rechtopstaande spiegel tijdelijk vloeibaar kan worden als men het oppervlak ervan aanraakt.
- In de film Terminator 2: Judgment Day zien enkele verbijsterde slachtoffers van de uit vloeibaar glanzend metaal gemaakte robot T-1000 zichzelf op een vervormde manier gespiegeld in de van uitzicht veranderende robot.
- Spiegelende robotten komen in sciencefictionfilms en -televisieseries veelvuldig voor, bijvoorbeeld in Logan's Run, waar een doosvormige en uit spiegels geconstrueerde robot (Box) in een ijsgrot woont. Ook in Battlestar Galactica komen spiegelende robotten voor (Cylon centurions), die, door toedoen van een bepaalde cinematografische techniek, merkwaardige indigoblauwe lichtreflecties vertonen. In Star Wars komt de goudkleurige spiegelende robot C-3PO voor.
- Een bolvormige of sferische spiegel die dienst deed als tuinversiering werd wel eens tuinbol genoemd, zoals het een aantal keren vermeld is in M.G.J. Minnaerts De natuurkunde van 't vrije veld, deel 1: Licht en kleur in het landschap.
- Pal op de zuidpool bevindt zich een ceremonieel markeringspunt bestaande uit een sferische spiegel op een brede rood-wit gekleurde paal, omringd door een aantal landsvlaggen.[5]
- Waarnemers van haloverschijnselen maken wel eens gebruik van sferische spiegels om daarin de gehele hemel te kunnen observeren en te fotograferen. Bepaalde moeilijk op te sporen haloverschijnselen nemen aanzienlijke delen van de hemel in en zijn met behulp van sferische spiegels beter te traceren. Zo'n sferische spiegel van halowaarnemers noemt men wel eens een Poor Man's Fish-Eye lens.[6][7]
- In het Ensorhuis te Oostende is ook een sferische spiegel te bezichtigen. Deze bol hangt onderaan een touw in het midden van de zoldering van een kamer, waardoor de bezoekers bijna de gehele kamer in een oogwenk kunnen overschouwen, zonder in het rond te hoeven kijken.
- De Nederlandse graficus Maurits Cornelis Escher maakte veelvuldig gebruik van een sferische spiegel om er zijn directe omgeving in te bewonderen en om deze vervolgens op papier te zetten, waaronder Eschers eigen vervormde zelfportret.
- Het kunstwerk Cloud Gate te Chicago is een boonvormige spiegelende constructie gemaakt van gebogen roestvrijstalen platen met onzichtbare lasnaden om zoveel mogelijk het uiterlijk van vloeibaar kwik voor te stellen. In deze boonvormige spiegelbol kan de vervormde skyline van Chicago bewonderd worden.
- De heldere puntvormige reflectie van de zon op de bovenste spiegelende bol van het Atomium te Brussel kan zonder verrekijker worden waargenomen vanaf de hoofdtoren van de Sint-Baafskathedraal te Gent. Om dit optisch experiment te doen slagen zijn zeer transparante atmosferische omstandigheden vereist.
- De Belgische kunstenaar Luc Peire maakte veelvuldig gebruik van horizontaal geplaatste vlakke spiegels om aldus schijnbaar lange verticale ruimten te creëren waarvan telkens de bodem en zoldering onzichtbaar waren, vergelijkbaar met oneindig doorlopende liftschachten.
- De Amerikaanse fotograaf Erwin Blumenfeld (1897-1969) maakte wel eens gebruik van twee parallel geplaatste vlakke spiegels waartussen een (te fotograferen) model plaatsnam. Om het effect van een boogvormige en dynamisch uitziende gang te verkrijgen zorgde Blumenfeld ervoor dat de positie van een van de twee spiegels ietsjes gewijzigd werd ten opzichte van de andere spiegel.
- De coverfoto van het album No Pussyfooting (Robert Fripp en Brian Eno) toont een schijnbaar oneindige ruimte, teweeggebracht door middel van vlakke spiegels aangebracht op de vier binnenmuren van een kamer. Robert Fripp en Brian Eno zijn in deze foto een ontelbaar aantal keren gereflecteerd.
- Een schuin gehouden vlakke spiegel kan het opsporen van de moeilijk te herkennen aardschaduw kort voor zonsopkomst of kort na zonsondergang makkelijker maken. De gewoonlijk horizontaal waargenomen ineenvloeiende tegenschemeringskleuren vallen beter op als ze verticaal geplaatst worden, door middel van een spiegel waarvan men de stand naar believen kan veranderen.
- De onbemande maanlanders van het Surveyorprogramma waren allen uitgerust met camera's waarboven zich kantelbare vlakke spiegels bevonden. Met behulp van deze spiegels konden de naar boven gerichte camera's de maanlandschappen rondom de landers fotograferen. De honderden doorgeseinde foto's werden op Aarde geassembleerd tot panorama's.[8]
- Hemelwaarnemers die de radiale snelheid van wolken of van een wolkendek willen bepalen maken gebruik van een vlakke spiegel liggend op een tafel. In deze spiegel nemen ze de wolken waar en duiden met behulp van een stift de trekrichting van de wolken aan op de spiegel. De wolkenwaarnemer moet het hoofd stil houden en tezelfdertijd het uiteinde van een verheven voorwerp dat op de tafel staat waarnemen. Het spiegelbeeld van dit uiteinde dient als ijkpunt tegenover het eveneens gespiegelde beeld van de wolken.[9]
- De technici van de NASA hadden op de ruimtepakken van de astronauten van het Mercuryprogramma, voorafgaand aan hun eigenlijke ruimtemissies, schijfvormige bolle spiegels aangebracht.[10] Het doel van zo'n schijfvormige spiegel was om te kunnen zien wat er zich tijdens de missie in de wijde omgeving van de capsule afspeelde. Een camera in het interieur van de capsule was tijdens elke missie gericht naar de astronaut om diens gedragingen na te gaan, terwijl de spiegel gericht was naar het rechthoekige venster tegenover de astronaut. Op deze manier kon geobserveerd worden hoe de capsule tijdens de terugkeerfase in de aardatmosfeer steeds in een roodoranje gloed was gehuld. Het gebruik van deze schijfvormige spiegels is ook te zien in de film The Right Stuff.
- Vroegere hemelfotografen die zich specialiseerden in het fotograferen van meteoren, richtten hun fototoestellen naar relatief grote schijfvormige holle spiegels, wat ervoor zorgde dat het waargenomen beeld een groot deel van de hemel bestreek. Het fototoestel werd boven de holle spiegel gehouden door drie radiaal geplaatste dunne stangen. De lens van het fototoestel keek recht naar beneden, naar het nadir. De holle spiegel was steeds gericht naar het zenit.
- In sommige sterrenwachten zijn bepaalde soorten telescopen uitgerust met vloeibaarmetaalspiegels. Deze telescopen moeten altijd naar het zenit gericht zijn daar de vloeibare hoofdspiegels traag roteren om aldus tot holle spiegels met lichtjes gebogen oppervlakken te worden omgevormd.
- Charles Cros (1842-1888) meende dat waargenomen lichtpuntjes op Mars en Venus het stadslicht van grote steden op die planeten was. Zijn idee om een reusachtige spiegel te bouwen om met de planeetbewoners te communiceren, vond echter geen weerklank bij de Franse regering.
- Amateurastronomen doen wel eens pogingen om, met behulp van telescopen, Geostationaire satellieten waar te nemen. Deze satellieten bevinden zich in een equatoriale cirkelvormige baan op 42.164 kilometer boven het middelpunt van de Aarde. Gewoonlijk vertonen  geostationaire satellieten zich als een reeks uiterst zwakke stilstaande sterren van magnitude 7 of 8, maar soms reflecteren de glimmende spiegelende oppervlakken van deze satellieten het zonlicht naar de Aarde en kunnen waarnemers deze zonlichtreflecties te zien krijgen met behulp van relatief kleine verrekijkers.[11] Zie ook: Iridium Communications (voorspelbare zonlichtreflecties teweeggebracht door spiegelende satellietantennes).
- De concave of holle kant van de ellipsvormige kom van een spiegelend theelepeltje kan aangewend worden om de structuur van het eigen waarnemend oog in te bestuderen. Om dit optisch experiment te doen slagen moet het waarnemend oog op ongeveer twee centimeter van de holle kant van de spiegelende kom gehouden worden om daarin een zo scherp mogelijk vergroot beeld van het oog te zien te krijgen. Er moet dan wel voor gezorgd worden dat er voldoende zijwaarts licht in de ruimte tussen het waarnemend oog en het theelepeltje schijnt om het oog zelf zo efficiënt mogelijk observeerbaar te maken.
- In 1958 had de Britse wiskundige Roger Penrose een kamer met boogvormige spiegelende muren ontworpen waarin altijd een plaats was die geen gespiegeld licht kon ontvangen, ook al werd het interieur van deze kamer verlicht door een puntvormige lichtbron. De positie van deze puntvormige lichtbron mocht op alle mogelijke plaatsen in de kamer opgesteld staan, altijd was er wel een plaats die donker bleef. Penrose' kamer (Penrose unilluminable room) was het antwoord op een vraagstuk dat afkomstig was van de wiskundige Ernst G. Straus (1922-1983).
- De Japanse wiskundige en kunstenaar Kokichi Sugihara maakt gebruik van een vlakke spiegel om de door hem ontworpen onmogelijke voorwerpen zowel als een stelsel cilinders of rechthoekige buizen te zien te krijgen.
- In de film The Gods Must Be Crazy krijgt op een bepaald moment iemand die blijkbaar de weg kwijt is geraakt de volgende vraag te horen: Weet je waarvoor het spiegeltje dient dat vanbinnen op het deksel van een kompas zit? (geen antwoord). Dat spiegeltje dient om in te kunnen zien wie verloren gelopen is.